# ساکسوبیتز
ساکسوبیتز (انگلیسی: Saxobeats) نخستین آلبوم استودیویی ضبط‌شده از الکساندرا استن، خواننده و ترانه‌پرداز رومانیایی است که در ۲۹ اوت ۲۰۱۱ توسط پلی آن رکوردز منتشر شد. این آلبوم عمدتاً توسط مارسل پرودان و آندری نمیرشی نوشته و تهیه شده‌است که آن را در استودیو مان متعلق به خود ضبط کردند. آن‌ها قبلاً این خواننده را در یک بار کارائوکه کشف کرده بودند و به او پیشنهاد یک قرارداد ضبط با لیبل خود یعنی مان رکوردز را داده بودند. او در همان سال یک تک‌آهنگ تبلیغاتی به نام «راه را نشانم بده» را از طریق این لیبل منتشر کرد که بعداً در آلبوم ساکسوبیتز گنجانده شد. سبک موسیقی آلبوم به‌طور کلی به ژانرهای ها-ان‌آرجی و موسیقی رقص نزدیک است. قطعهٔ «آب‌نبات چوبی (پارام پام پام)» حاوی نمونه‌برداری‌هایی از تک‌آهنگ ۲۰۰۶ فرگی، خوانندهٔ آمریکایی با نام «فرگیلیشس» است. این آلبوم نقدهای متفاوتی از منتقدان موسیقی دریافت کرده‌است که آن را به‌دلیل نزدیک شدن به سبک رقص‌آور تحسین کردند، اما همچنین از تولید فرمولی آن انتقاد کردند.
از نظر تجاری، ساکسوبیتز در جدول‌های آلبوم‌های اروپایی نسبتاً موفق بود، در حالی که در ژاپن به رتبهٔ ۱۵ رسید. طبق گزارش انجمن صنعت ضبط ژاپن (RIAJ)، تا مهٔ ۲۰۱۲ بیش از ۶۸٬۰۰۰ نسخه از این آلبوم در آن منطقه فروخته شد. برای تبلیغ آلبوم، استن در مکان‌های مختلف کنسرت اجرا کرد و چهار قطعه را به‌صورت تک‌آهنگ منتشر کرد. «آب‌نبات چوبی (پارام پام پام)»، به‌عنوان اولین تک‌آهنگ منتشرشده، به‌صورت گسترده در رومانی پخش شد، در حالی که «مستر ساکسوبیت» به یک موفقیت تجاری در سراسر جهان تبدیل شد. تک‌آهنگ منتشرشدهٔ سوم با نام «برگرد عقب (هرچی زودتر)»، در جدول‌های اروپایی نسبتاً موفق بود، و «۱٬۰۰۰٬۰۰۰»، آخرین تک‌آهنگ منتشرشده از این آلبوم، حاوی آواز کارلپریت، خوانندهٔ رپ آلمانی-زیمبابوه‌ای بود.

## پیشینه و توسعه
الکساندرا استن در سال‌های نوجوانی در مسابقات مختلف مرتبط با موسیقی از جمله جشنوارهٔ موسیقی مامایا شرکت کرد. در سال ۲۰۰۹، مارسل پرودان و آندری نمیرشی، تهیه‌کننده‌ها و ترانه‌پردازهای رومانیایی، این خواننده را در یک بار کارائوکه کشف کردند و به او پیشنهاد یک قرارداد ضبط با لیبل خود، مان رکوردز را دادند. او همچنین یک تک‌آهنگ تبلیغاتی به نام «راه را نشانم بده» را در آن سال ضبط کرد. آلبوم ساکسوبیتز، نخستین آلبوم استودیویی او، در استودیوی مان متعلق به تهیه‌کنندگان مذکور ضبط شد و استن پیش از انتشار آلبوم در مصاحبه‌ای با دایرکت لیریکس یادآور شد که «این بهترین زمان زندگی [او] بود. [او] واقعاً از کار با آنها لذت [می‌برد] و خیلی [به او] خوش می‌گذشت.» نویسندگی و تولید آلبوم بر عهدهٔ پرودان، نمیرشی و مارسیان آلین سواره بود. در همان مصاحبه، استن همچنین فاش کرد که تمام آهنگ‌های ساکسوبیتز «بخشی از زندگی [او] هستند و [زندگی او] را به نمایش می‌گذارند.»

## انتشار و تصویر جلد
استن در مصاحبه‌ای پیش از انتشار آلبوم فاش کرد که قرار است این آلبوم در سپتامبر ۲۰۱۱ رونمایی شود. به مناسبت انتشار ساکسوبیتز، مراسمی با حضور دوستان و همکاران این خواننده و خبرنگاران برگزار شد. وبگاه ویژه‌ای نیز برای تجاری‌سازی آلبوم راه‌اندازی شده بود. ساکسوبیتز نخستین بار به‌صورت فیزیکی در فرانسه توسط پلی آن منتشر شد، پس از آن در ۲ آوریل ۲۰۱۲ توسط پلی آن/جف به‌صورت دیجیتال در آن کشور توزیع شد. در حالی که یک نسخهٔ لوکس از آن نیز در ۲۰ ژوئن ۲۰۱۲ برای اولین بار منتشر شد، این آلبوم پس از آن در سپتامبر در آلمان و لهستان نیز منتشر شد. این آلبوم در ایالات متحده هم به‌صورت فیزیکی و هم به‌صورت دیجیتالی توسط اولترا رکوردز در اواخر اکتبر ۲۰۱۱ توزیع شد. همین ناشر ساکسوبیتز را در آن ماه در کانادا نیز منتشر کرد. این آلبوم در ۷ مارس ۲۰۱۲ در ژاپن رونمایی شد، و نسخهٔ لوکس ویژهٔ ژاپن آن نیز متعاقباً یک ماه بعد منتشر شد. در ۲۲ اکتبر ۲۰۱۲، این آلبوم سرانجام در بریتانیا به بازار عرضه شد. در سال ۲۰۱۳، ساکسوبیتز به‌همراه تک‌آهنگ‌های جدید «لیموناد» (۲۰۱۲)، «کلیشه (هاش هاش)» (۲۰۱۳) و «همه مردم من» (۲۰۱۳) دوباره و این بار با نام کلیشه (هاش هاش) در ژاپن منتشر شد.
ساکسوبیتز با سه جلد مختلف طراحی‌شده توسط آندری نمیرشی عرضه شد. برای نسخه‌های استاندارد اروپایی، تصویری از استن بر روی جلد درج شده بود که در جلوی پس‌زمینه‌ای سیاه و سفید قرار گرفته بود و یکی از دست‌هایش را روی سرش قرار داده بود. در ژاپن، جلد آلبوم حاوی عکسی از استن بود که یک هدفون روی شانه‌هایش قرار داشت و جلوی یک پس‌زمینهٔ سیاه ایستاده بود. در جلد تمام نسخه‌های لوکس، استن به یک مانکن پلاستیکی تکیه داده بود و یک بلوز آبی به تن داشت و زیورآلات مختلف روی دستش دیده می‌شد.

## ترکیب و بازخورد

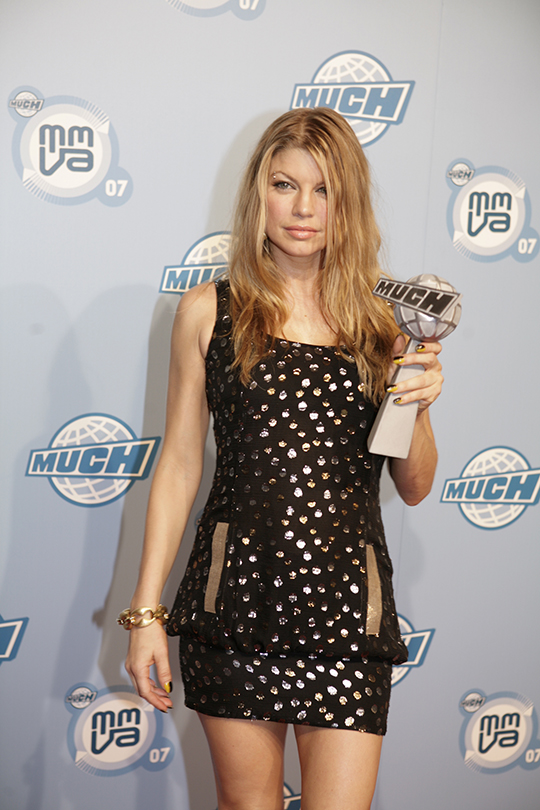
قطعهٔ «آب‌نبات چوبی (پارام پام پام)» حاوی عناصری از تک‌آهنگ «فرگیلیشس» (۲۰۰۶) از فرگی (در تصویر) است.

آل‌میوزیک سکاسوبیتز را به‌عنوان یک آلبوم های-ان‌آرجی و رقص توصیف کرده‌است، در حالی که از قطعات «مستر ساکسوبیت»، «آب‌نبات چوبی (پارام پام پام)» و «برگرد عقب (هرچی زودتر)» تحت عنوان «احساسات کلاب» یاد کرده‌است و عنوان کرده‌است که «تلخ و شیرین» «تینگ-تینگ» و «۱٬۰۰۰٬۰۰۰» «به یک اندازه اعتیادآور هستند». استن در مصاحبه‌ای تأیید کرد که ساکسوبیتز یک آلبوم متنوع است و ژانرهای زیادی را شامل می‌شود. یوجین بالتارتو از ریووریتور مادن سبک‌های موسیقی بسیاری از جمله الکترونیک، هاوس و یورودنس را در این آلبوم یافته‌است. مایک شیلر شیلر از پاپ‌مترز «مستر ساکسوبیت» را حاوی «سینث‌های مصنوعی و ضرب‌های تکنو» در کنار «لوپ‌های ساکسیفون که به‌طرز مسخره‌ای جذاب هستند» دانسته‌است، در حالی که محتوای موجود در ساکسوبیتز را به‌عنوان ژانر رقص پاپ تلقی می‌کند. او همچنین «تینگ-تینگ» را به‌دلیل ترکیب «اشاره‌های موسیقی محلی بالکان در میکس» تحسین کرده‌است. این ترانه توسط مجلهٔ یام به‌عنوان قطعه‌ای با حال و هوای فرانسوی توصیف شده‌است. «آب‌نبات چوبی (پارام پام پام)» حاوی نمونه‌هایی از تک‌آهنگ «فرگیلیشس» (۲۰۰۶) اثر فرگی، خوانندهٔ آمریکایی است، و استن اعتراف می‌کند که این قطعه «کلاب‌پسند» و نیز دارای «اشعار شوخ‌طبعانه» است. از نظر موسیقایی، «۱٬۰۰۰٬۰۰۰» یک ترانهٔ آراندبی و پاپ است که در سازبندی آن ضرب‌های هیپ هاپ به‌کار رفته‌است.
| بررسی انتقادی | بررسی انتقادی |
| منبع          | رتبه‌بندی      |
| ------------- | ------------- |
| آل‌میوزیک      | [ ۲۱ ]        |
| میکس۱         | [ ۲۸ ]        |

پس از انتشار، ساکسوبیتز نقدهای متفاوت تا مثبتی از منتقدان موسیقی دریافت کرد. سلسته رودز از آل‌میوزیک نسبت به ساکسوبیتز نظر مثبتی داشت و امتیاز ۳٫۵ از ۵ را برای آن در نظر گرفت. به‌طور مشابه، وبگاه آلمانی میکس۱ به آن ۷ ستاره از ۸ را داد. نظر شیلر از مجلهٔ پاپ‌مترز نسبت به این آلبوم بیشتر ترکیبی بود و استن را به‌عنوان «نوعی از سردسته‌های موسیقی پاپ جوان تازه‌کار» توصیف کرد که «متنفر بودن از او سخت است»، و همزمان «جدی گرفتن او هم سخت است». او در ادامه با انتقاد از کیفیت ریمیکس‌های ساکسوبیتز به این موضوع اشاره کرد که نام آلبوم مربوط به «مستر ساکسوبیت» است، اگرچه «تنها نیمی از هشت قطعهٔ اصلی اینجا نشانه‌ای از ساکسیفون دارند». او به‌طور کلی ۵ ستاره از ۱۰ را برای این آلبوم در نظر گرفت. اگرچه رودریگو از مجله یام با شنیدن «مستر ساکسوبیت» «فوراً درگیر» شد، اما در بررسی خود اظهار داشت که محتوای قطعه از همان ساختار پیروی می‌کند. او در کنار انتقاد از ریمیکس‌ها چنین نتیجه‌گیری کرد که «استن جای پیشرفت دارد [...] نخستین حضور شما به‌همراه یک آلبوم تکراری چیز خوبی نیست.»

## عملکرد تجاری
از نظر تجاری، ساکسوبیتز موفقیت متوسطی را در جدول‌های موسیقی تجربه کرد. این آلبوم در اتریش سه هفته در ۷۵ آلبوم بلند او۳ اتریش (آلبوم‌ها) ماند و در ۲۳ سپتامبر ۲۰۱۱ به رتبهٔ ۲۵ رسید. در نمودارهای فنلاند و آلمان، این آلبوم به ترتیب برای یک و دو هفته در جدول ۱۰۰ ترانهٔ برتر باقی ماند و به بالاترین جایگاه خود در اعداد ۲۷ و ۲۹ رسید. ساکسوبیتز در جدول اس‌ان‌ئی‌پی فرانسه در مقیاس هفتگی کمی موفق‌تر بود و در این جدول در رتبهٔ ۷۶ قرار گرفت و در ژاپن نیز به جایگاه ۱۵ رسید. این آلبوم برای ۴۰ هفته در جدول اوریکون باقی ماند، و—طبق گزارش انجمن صنعت ضبط ژاپن (RIAJ)—تا مهٔ ۲۰۱۲، ۶۸٬۲۴۵ نسخه از آن به فروش رسید. در سایر مناطق اروپایی مانند مجارستان و سوئیس، ساکسوبیتز به‌ترتیب در رده‌های ۳۹ و ۲۴ به اوج موفقیت خود رسید. در نمودار دوم، شش هفته در میان ۱۰۰ ترانهٔ برتر باقی ماند.

## تبلیغات

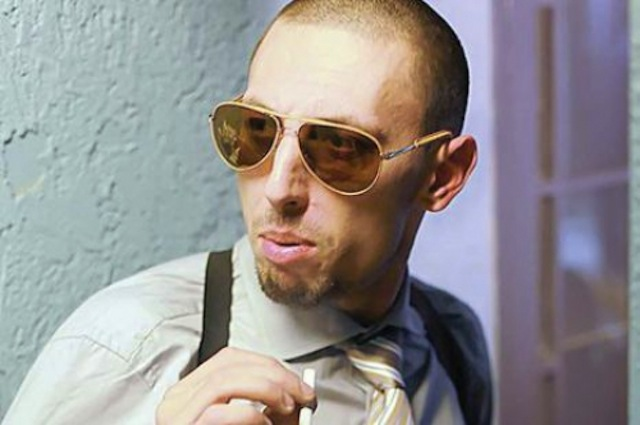
مارسل پرودان، متجاوز الکساندرا استن

این آلبوم به‌منظور تبلیغ با چندین تور کنسرت همراه بود، و استن در ایستگاه رادیویی رومانیایی رادیو زدیو نیز حضور یافت. از میان قطعات ساکسوبیتز چهار تک‌آهنگ به‌صورت تک‌آهنگ منتشر شد. «آب‌نبات چوبی (پارام پام پام)» اولین تک‌آهنگی بود که در اواخر سال ۲۰۰۹ در رومانی به‌صورت بومی منتشر شد، و در آن کشور و با کمک پخش رادیویی دریافت‌شده، در جدول ۱۰۰ آهنگ برتر رومانی به رتبهٔ ۵۸ رسید. این قطعه با یک موزیک‌ویدئوی کم‌هزینه همراه بود که با استقبال تماشاگران مواجه نشد. تک‌آهنگ بعدی از آلبوم ساکسوبیتز با نام «مستر ساکسوبیت» در ۱۲ سپتامبر ۲۰۱۰ توزیع شد که در ابتدا به مدت هشت هفتهٔ متوالی به جایگاه اول در رومانی رسید. پس از آن، از نظر تجاری در سراسر جهان مورد تحسین قرار گرفت و در صدر جدول آهنگ‌های نه کشور دیگر قرار گرفت: اتریش، دانمارک، آلمان، مجارستان، اسرائیل، ایتالیا، اسلواکی، سوئیس و ترکیه، سومین تک‌آهنگ منتشرشده از این آلبوم، «برگرد عقب (هرچی زودتر)» نتوانست به همان موفقیت دست پیدا کند، اگرچه به فهرست ۴۰ آهنگ برتر در بسیاری از جدول‌های اروپایی راه یافت. موزیک ویدئوی ضبط‌شده این ترانه ادامه‌ای بر موزیک ویدئوی «مستر ساکسوبیت» است. قطعهٔ «۱٬۰۰۰٬۰۰۰»، آخرین تک‌آهنگ منتشرشده از این آلبوم، در اوایل سال ۲۰۱۲ توزیع شد، و حاوی آوازی از خواننده رپ آلمانی-زیمبابوه‌ای، کارلپریت، پس از مشارکت او با استن در ریمیکسی از «مستر ساکسوبیت» است. این آهنگ به‌واسطهٔ کلیپی که بر تصویر او تأکید می‌کرد، تبلیغ شد، و از نظر تجاری به فهرست ۴۰ آهنگ برتر در ایتالیا و رومانی راه یافت. تک‌آهنگ‌های تبلیغاتی «راه را نشانم بده» (۲۰۰۹)، «تلخ و شیرین» (۲۰۱۳)، «دیوانه» (۲۰۱۳)، و «تینگ-تینگ» (۲۰۱۳) نیز بعداً به موفقیت ساکسوبیتز کمک کردند.

## فهرست قطعات
انتساب‌ها از یادداشت‌های خطی جلد ساکسوبیتز اقتباس شده‌اند.
| ساکسوبیتز – نسخهٔ بین‌المللی | ساکسوبیتز – نسخهٔ بین‌المللی       | ساکسوبیتز – نسخهٔ بین‌المللی      | ساکسوبیتز – نسخهٔ بین‌المللی | ساکسوبیتز – نسخهٔ بین‌المللی |
| شماره                      | نام                              | نویسنده(ها)                     | تهیه‌کننده(ها)              | مدت                        |
| -------------------------- | -------------------------------- | ------------------------------- | -------------------------- | -------------------------- |
| ۱.                         | «مستر ساکسوبیت» (ویراست رادیویی) | مارسل پرودان آندری نمیرشی       | پرودان نمیرشی              | ۳:۱۵                       |
| ۲.                         | «تینگ-تینگ»                      | پرودان نمیرشی                   | پرودان نمیرشی              | ۳:۵۶                       |
| ۳.                         | «راه را نشانم بده»               | پرودان نمیرشی                   | پرودان نمیرشی              | ۳:۴۳                       |
| ۴.                         | «آب‌نبات چوبی (پارام پام پام)»    | پرودان نمیرشی                   | پرودان نمیرشی              | ۳:۵۵                       |
| ۵.                         | «دیوانه»                         | پرودان نمیرشی                   | پرودان نمیرشی              | ۳:۲۸                       |
| ۶.                         | «تلخ-شیرین»                      | پرودان نمیرشی                   | پرودان نمیرشی              | ۳:۳۷                       |
| ۷.                         | «برگرد عقب (هرچی زودتر)»         | پرودان نمیرشی                   | پرودان نمیرشی              | ۳:۲۹                       |
| ۸.                         | «۱٬۰۰۰٬۰۰۰» (به‌همراه کارلپریت)   | پرودان نمیرشی مارسیان آلین سوآر | پرودان نمیرشی              | ۳:۱۷                       |
| مجموع مدت:                 | مجموع مدت:                       | مجموع مدت:                      | مجموع مدت:                 | ۴۸:۳۶                      |

## جدول‌های موسیقی
| جدول (۲۰۱۱–۱۲)                        | بهترین جایگاه |
| ------------------------------------- | ------------- |
| آلبوم‌های اتریشی (آلبوم‌های او۳)        | ۲۵            |
| آلبوم‌های فنلاندی (جدول رسمی فنلاند)   | ۲۷            |
| آلبوم‌های فرانسوی (اس‌ان‌ئی‌پی)           | ۷۶            |
| آلبوم‌های آلمانی (۱۰۰ آلبوم برتر رسمی) | ۲۹            |
| آلبوم‌های مجارستانی (ماهاز)            | ۳۹            |
| آلبوم‌های ژاپنی (اوریکون)              | ۱۵            |
| آلبوم‌های سوئیسی (جدول موسیقی سوئیس)   | ۲۴            |

## تاریخچه انتشار
| منطقه        | تاریخ           | قالب           | برچسب     | نسخه (های) |
| ------------ | --------------- | -------------- | --------- | ---------- |
| فرانسه       | ۲۹ اوت ۲۰۱۱     | سی‌دی           | پلی آن    | استاندارد  |
| فرانسه       | ۲ آوریل ۲۰۱۲    | دانلود دیجیتال | پلی آن/آف | استاندارد  |
| فرانسه       | ۲۰ ژوئن ۲۰۱۲    | سی‌دی           | میس       | لوکس       |
| آلمان        | ۹ سپتامبر ۲۰۱۱  | دانلود دیجیتال | سونی      | استاندارد  |
| لهستان       | ۲۳ سپتامبر ۲۰۱۱ | سی‌دی           | یونیورسال | استاندارد  |
| ایالات متحده | ۱۸ اکتبر ۲۰۱۱   | دانلود دیجیتال | اولترا    | استاندارد  |
| ایالات متحده | ۲۴ اکتبر ۲۰۱۱   | سی‌دی           | اولترا    | استاندارد  |
| کانادا       | ۱۸ اکتبر ۲۰۱۱   | دانلود دیجیتال | اولترا    | استاندارد  |
| ژاپن         | ۷ مارس ۲۰۱۲     | دانلود دیجیتال | پلی آن/آف | استاندارد  |
| ژاپن         | ۲۰ ژوئن ۲۰۱۲    | دانلود دیجیتال | پلی آن/آف | لوکس       |
| انگلستان     | ۲۲ اکتبر ۲۰۱۲   | دانلود دیجیتال | ۳بیت      | استاندارد  |